# Colonzelle
Colonzelle (okzitanisch Colonzèla) ist ein südfranzösischer Ort und eine Gemeinde mit 528 Einwohnern (Stand 1. Januar 2022) im Département Drôme in der Region Auvergne-Rhône-Alpes. Zur Gemeinde gehört auch der Weiler Margerie.

## Lage
Der Ort Colonzelle liegt am Fluss Lez in der Hügellandschaft im Südwesten des Départements Drôme in einer Höhe von ca. 170 m die nächstgrößere Stadt, Montélimar, befindet sich ca. 31 Kilometer (Fahrtstrecke) nordwestlich.

## Bevölkerungsentwicklung
| Einwohner                  | 386 | 574 | 501 | 232 | 432 | 549 |
| Quellen: Cassini und INSEE |     |     |     |     |     |     |

Der Bevölkerungsrückgang in der ersten Hälfte des 20. Jahrhunderts ist im Wesentlichen auf den Verlust an Arbeitsplätzen infolge der Mechanisierung der Landwirtschaft zurückzuführen. Der Bevölkerungsanstieg der letzten Jahrzehnte steht dagegen im Zusammenhang mit der relativen Nähe zu den Städten Montélimar und Orange und den auf dem Land deutlich günstigeren Immobilienpreisen.

## Wirtschaft
Die Einwohner des Ortes lebten jahrhundertelang als Selbstversorger von der Landwirtschaft (Feldbau und Viehzucht). Auch Wein wurde angebaut; der Ort besitzt auch heute noch das Recht zur Vermarktung seiner Weintrauben über die Appellationen Comtés Rhodaniens, Mediterranée, Grignan-les-Adhémar und Drôme; es gibt zwar noch Weinfelder in der Umgebung des Ortes, doch ist kein Winzer mehr im Ort ansässig. Seit den letzten Jahrzehnten des 20. Jahrhunderts spielt der Tourismus in Form der Vermietung von Ferienwohnungen (gîtes) eine wichtige Rolle im Wirtschaftsleben des Ortes.

## Geschichte
Auf dem Gemeindegebiet wurden gallorömische Spuren entdeckt. Die Existenz des heutigen Ortes ist jedoch auf die Stiftung eines Cluniazenser-Priorats durch Adhemar de Monteil im 11. Jahrhundert zurückzuführen. Colonzelle gehörte seit dem 13. Jahrhundert zur Baronie, später zur Grafschaft Grignan. Während der Hugenottenkriege (1562–1598), aber auch noch im Jahr 1620 wurde der Ort von protestantischen Truppen geplündert.

## Sehenswürdigkeiten

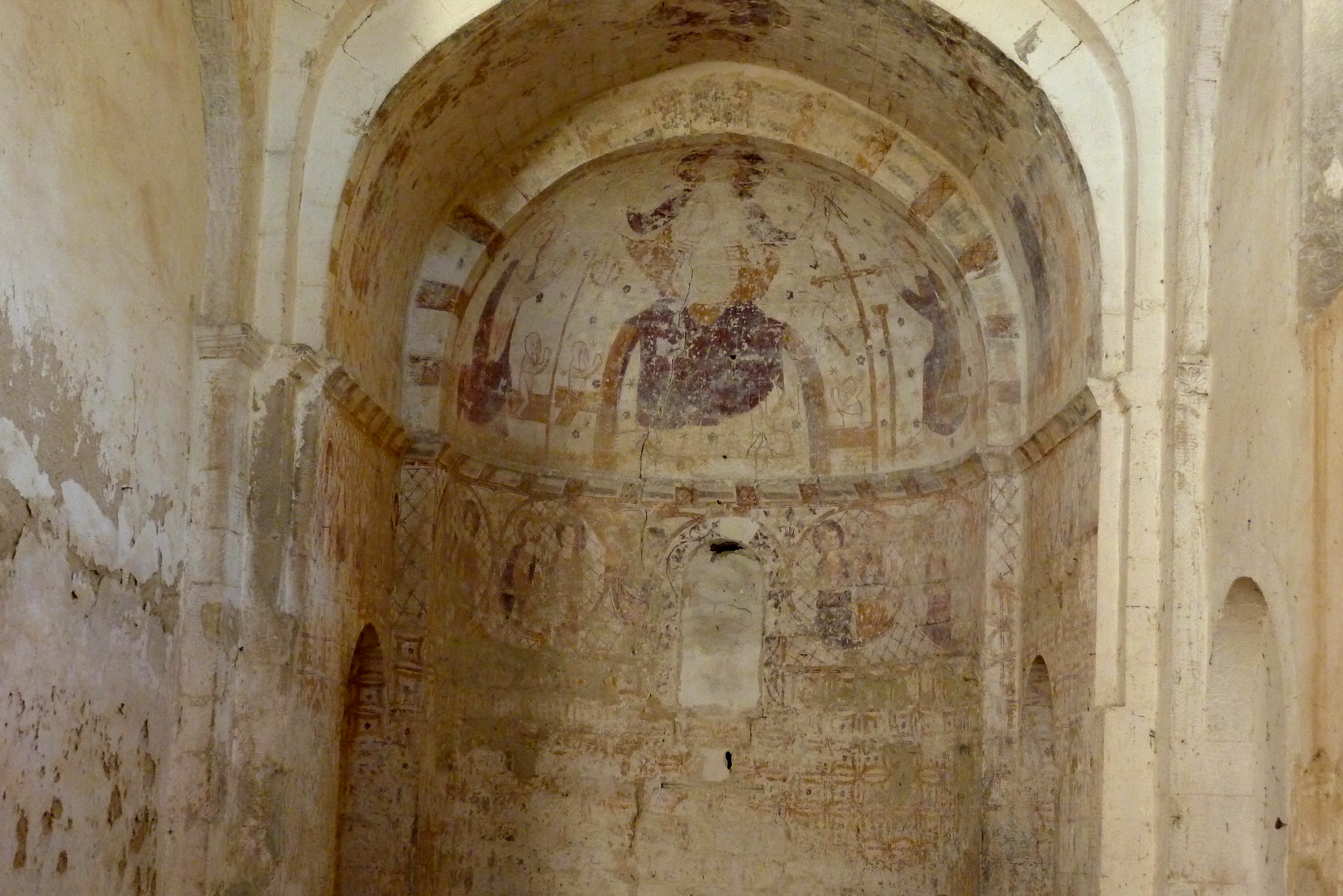
Fresken in der Kirche St-Pierre-ès-Liens

- Die kleine spätromanische Prioratskirche Saint-Pierre-ès-Liens liegt etwa einen Kilometer südlich des heutigen Ortes. Der aus grob behauenen Bruchsteinen, aber mit dem Bemühen um regelmäßige Steinlagen errichtete und durch seitliche Strebepfeiler stabilisierte schmucklose Bau wurde später verputzt. Im Unterschied zum schlichten Westportal der Kirche zeigt die auf der Südseite befindliche – später zugemauerte – Mönchspforte einfache Dekormotive und Schriftzeichen. Im Innern der Kirche wurden Reste von spätgotischen Wandmalereien des 14. Jahrhunderts entdeckt.[2] Der Bau wurde im Jahr 1926 als Monument historique anerkannt.[3]
- Die Pfarrkirche Notre-Dame-des-Lumières steht im Weiler Margerie und ist ein neoromanischer Bau des ausgehenden 19. Jahrhunderts, der mit Ausnahme des Westturmes ebenfalls aus Bruchsteinen errichtet und anschließend verputzt wurde.